# Dans les arbres
Dans les arbres is het debuutalbum van het gelijknamige muziekgezelschap. Het gezelschap bestaat uit een Fransman en drie Noren. Grondleggers van de groep zijn Ivar Grydeland en Ingar Zach. Zij hoorden Christian Wallumrød spelen en sindsdien waren ze regelmatig samen op pad. In 2004 ontmoetten ze Xavier Charles en Dans les arbres was geboren. Het duurde tot 2008 tot er een muziekalbum verscheen. De muziek bestaat uit geïmproviseerde muziek; het is geen jazz, geen klassieke muziek en geen popmuziek. De muziek van hun album is het best te vergelijken met een combinatie van de muziek van John Cage en ambient

## Musici
- Xavier Charles – klarinet, harmonica
- Ivar Grydeland – akoestische gitaar, banjo, sruti box
- Christian Wallumrød – piano
- Ingar Zach – percussie, grote trom

Bij een dergelijke samenstelling van een kwartet verwacht je jazz tot free jazz. De genoemde instrumenten worden echter niet op de "normale" manier bespeeld. Alle instrumenten klinken meestentijds als percussie-instrumenten. De piano klinkt zoals de prepared piano van Cage. De klarinet brengt wel verschil in toonhoogte met zich mee, doch er is geen enkele melodielijn; het lijken meer signalen. De gitaar wordt op een soortgelijke manier als de piano bespeeld; geheel gedempt, je hoort het tokkelen, maar opnieuw geen melodielijn. De muziek lijkt zich als vanzelf vanuit het ritme voort te bewegen, waarbij de gedempte klanken boven elkaar zijn gestapeld. Het heeft een eigenaardig effect op de luisteraar. In sommige delen wordt op gongs geslagen, met de gedempte overige stemmen krijgt het iets Zenachtigs. Het geheel wordt zeer ingetogen gespeeld. Het album is opgenomen in Eidsvoll, Noorwegen.

## Composities
Allen van Dans les arbres:
1. La Somnolence (4:56) (slaperigheid, traagheid)
2. L’Indifférence (8 :28) (onverschilligheid)
3. Le Flegme (6 :17) (slijm)
4. L’Engourdissement (5 :27) (verstijving, traagheid van geest)
5. Le Détachement (6 :15) (onthechting)
6. Le Froideur (8 :15) (koelheid)
7. L’Assoupissement (4 :28) (insluimering)
8. Le Retenue (5 :21) (terughoudendheid)